# Molly Hatchet
Pour les articles homonymes, voir Molly et Hatchet.
Molly Hatchet est un groupe américain de rock sudiste issu de Jacksonville, en Floride, fondé au début des années 1970 par Danny Joe Brown (chant, harmonica, guitare), Dave Hlubeck, Duane Roland, Steve Holland (guitares), Banner Thomas (basse) et Bruce Crump (batterie). La carrière du groupe culmine en 1979 avec la parution de son deuxième album intitulé Flirtin' with Disaster avant de décliner inévitablement dans les années 80, le groupe étant déstabilisé par de nombreux changements de musiciens qui vont se traduire dans les années 90 par l'absence de tout musicien issu de la formation originale du groupe. Ayant rejoint Molly Hatchet en 2005, le guitariste Dave Hlubeck restait le seul musicien rescapé de la formation originale du groupe qui publia son premier album éponyme en 1978, mais son décès survenu en septembre 2017 fait à nouveau de Molly Hatchet une formation ne comprenant dans ses rangs plus aucun musicien de sa formation originale et qui peut être considérée non plus comme un groupe au sens classique du terme mais comme une marque exploitée commercialement. 
Le 3 août 2020, meurt le dernier membre d'origine du groupe Steve Holland, faisant du groupe, avec Motörhead, les Ramones, Lynyrd Skynyrd et The Jimi Hendrix Experience, l'un des groupes de rock de renommée mondiale dont les membres d'origine sont tous décédés.

## Membres actuels (2019)
- Bobby Ingram (guitares (lead, slide et acoustique) et chœurs)
- John Galvin (piano, claviers et chœurs)
- Tim Lindsey (basse et chœurs)
- Shawn Beamer (batterie)

## Musiciens décédés
- Danny Joe Brown mort en 2005 d'une insuffisance rénale
- Duane Roland né le 3 décembre 1952 et mort le 19 juin 2006
- Banner Thomas né en 1956 et mort le 10 avril 2017
- Bruce Crump né le 17 juillet 1957 et mort le 16 mars 2015
- Riff West né le 13 avril 1950 et mort le 19 novembre 2014
- Dave Hlubek né le 28 août 1951 et mort le 3 septembre 2017 d'une crise cardiaque
- Jimmy Farrar, né le 8 décembre 1950 et mort le 29 octobre 2018 d'une insuffisance cardiaque congestive[1]
- Phil McCormack mort le 26 avril 2019
- Steve Holland mort le 2 août 2020

## Discographie
- Molly Hatchet (1978), album certifié disque de platine aux USA par la RIAA et classé n°64 du Billboard 200 le 18 novembre 1978
- Flirtin' With Disaster (1979), album certifié double disque de platine aux USA par la RIAA et classé n°19 du Billboard 200 le premier décembre 1979
- Beatin' The Odds (1980), album certifié disque de platine aux USA par la RIAA et classé n°25 du Billboard 200 le 11 octobre 1980
- Take No Prisoners (1981), album classé n°36 du Billboard 200 le 16 janvier 1982
- No Guts...No Glory (1983), album classé n°59 du Billboard 200 le 30 avril 1983
- The Deed Is Done (1984), album classé n°117 du Billboard 200 le 8 décembre 1984
- Double Trouble Live (1985, live), album classé n°130 du Billboard 200 le 28 décembre 1985
- Lightning Strikes Twice (1989)
- Greatest Hits (1990), compilation certifiée disque d'or aux USA par la RIAA
- Devil's Canyon (1996)
- Silent Reign Of Heroes (1998)
- Kingdom of XII (2001)
- Locked and Loaded (2003, live, double CD)
- 25th Anniversary – Best of Re Recorded (2003, best-of mais les chansons ont été réenregistrées par le nouveau line-up)
- Warriors Of The Rainbow Bridge (2005)
- Flirtin With Disaster Live CD – DVD (2007, live)
- Southern Rock Masters (2008) 1er album studio depuis le retour de Dave Hlubek au sein du groupe. Un album de reprises notamment de Thin Lizzy, Eagles, Mountain, The Rolling Stones, avec aussi trois titres originaux live (Whiskey Man, Beatin' The Odd, Flirtin' With Disaster).
- Justice (2010)
- Killer Cuts Live (22/06/2018, Live)
- Battleground (29/11/2019, Live)
- Flirtin' Live (10/11/2021, Live) (Disponible sur plateforme de streaming)